# Huétor-Tájar
Huétor-Tájar (o Huétor Tájar) és un municipi situat en la part oest de la província de Granada, amb una població de 10.236 habitants (2017) i una extensió de pràcticament 40 km².

## Economia
La seva economia està basada principalment en l'agricultura i la indústria de transformació alimentària. La major part de la seva superfície és de regadiu, sent el cultiu principal l'espàrrec verd, que es comercialitza principalment en cru, dedicant-se una producció inferior a la conservació. Quant al secà, el principal cultiu és el l'olivera, dedicant-se una escassa superfície a uns altres, com cereals.
Quant a la indústria, Huétor-Tájar és la locomotora del sector empresarial i comercial en la Mancomunitat de la Ribera Baixa del Genil, la qual està en un bon estat i en constant creixement. Huétor-Tájar s'ha convertit en un dels principals exponents del desenvolupament del Ponent Granadí.